# Priolepis aureoviridis
Priolepis aureoviridis és una espècie de peix de la família dels gòbids i de l'ordre dels perciformes.

## Morfologia
Els mascles poden assolir els 6,4 cm de longitud total.

## Distribució geogràfica
Es troba a Micronèsia i a les Hawaii.